# Carex zuluensis
Espèce
Classification phylogénétique
Carex zuluensis est une espèce de plantes du genre Carex et de la famille des Cyperaceae.